# 10067 Bertuch
A 10067 Bertuch (ideiglenes jelöléssel 1989 AL6) a Naprendszer kisbolygóövében található aszteroida. Freimut Börngen fedezte fel 1989. január 11-én.